# Clarekamp
De Clarekamp of Clarevelt was een klooster van de orde der clarissen in het Nederlandse dorp Wamel, provincie Gelderland. Het rond 1445 gestichte klooster was gelegen aan de Kerkstraat.
Er zijn geen zichtbare restanten van het gebouw bewaard gebleven.

## Ontstaan
Met toestemming van de aartsbisschop van Keulen mochten de clarissen rond 1445 hun klooster oprichten even buiten het dorp Wamel. Dit klooster werd gewijd aan de heilige Clara. In 1461 werd ook de officiële toestemming van paus Pius II verkregen.

## Ontvoering van Ida
In 1465 werd het klooster opgeschrikt toen de 17-jarige non Ida, dochter van Hendrik Gijsbertssoon, door Gadert Eegenssoon werd geschaakt. Gadert beweerde dat Ida met hem zou trouwen en dat haar ouders dat hadden willen voorkomen door haar naar het klooster te sturen. Volgens abdis Bertha van Riemsdijck was het meisje echter zes jaar eerder vrijwillig ingetreden. Hiervan bestond een notariële akte en bij de ondertekening waren getuigen aanwezig geweest. Desondanks had Ida al eens geprobeerd uit het het klooster te vluchten. In ieder geval moest Gadert vanwege zijn actie voor de rechtbank van de Keulse aartsbisschop verschijnen. Omdat de zaak in het voordeel van Gadert leek te worden beslecht, riep de abdis de hulp in van de hertog van Gelre.
Het is niet bekend hoe deze zaak is afgelopen.

## Belastingvrijstellingen
Het klooster leefde volgens strenge orderegels. Dit leverde hen in 1518 vrijstelling op van een belasting die normaal gesproken gold voor alle ingezetenen van Wamel. De inwoners van Wamel waren namelijk verplicht om mee te helpen met de aanleg van de verdedigingswerken van Tiel en ze konden deze verplichting afdoen in de vorm van een speciale belasting. Hertog Karel van Gelre besloot echter dat deze belasting niet van toepassing was op het klooster Clarekamp.
Ook de heffingen die in 1551 werden geheven ten bate van het concilie van Trente, gingen aan Clarekamp voorbij.

## Geuzen en de Reformatie
Nadat de geuzen de stad Den Briel hadden ingenomen op 1 april 1572, trokken zij op richting Zaltbommel en Tiel. Het werd voor de clarissen steeds onveiliger in Wamel en in maart 1574 vluchtten de nonnen en hun abdis Gerarda Canis, halfzus van Petrus Canisius, uiteindelijk naar het veilige Tiel. Deze stad werd op dat moment nog bestuurd door een Spaansgezinde gouverneur. Het verlaten kloostergebouw in Wamel werd intussen verwoest.
In 1578 koos Tiel de zijde van de opstandelingen en de clarissen verdwenen uit beeld. In 1586 bleken ze echter in Nijmegen te wonen, waar de katholieke godsdienst weer kon worden uitgeoefend na de inname van de stad door de hertog van Parma. De clarissen sloten een overeenkomst met het klooster De Enicheyt, waar op dat moment nog maar drie nonnen woonden. In de overeenkomst werd bepaald dat deze drie nonnen zich zouden aansluiten bij het klooster Groesbeeckshof, zodat de zes overgebleven Wamelse clarissen hun intrek konden nemen in De Enicheyt. Dit laatste geschiedde op 6 maart 1587.
In 1591 werd Nijmegen ingenomen door prins Maurits. De reformatie werd ingevoerd, de kloosters werden gesloten en de kapel van De Enicheyt werd nog vóór de eeuwwisseling gesloopt. Een deel van de nonnen vertrok naar Kleef, waaronder abdis Canis.

### Geertruydt Randwijck, de laatste non
Van de Wamelse nonnen was in 1609 alleen Geertruydt Randwijck nog in leven. Wanneer zij is overleden, is onbekend. Het laatste levensteken van Geertruydt is een inscriptie in een boek dat in Megen is teruggevonden:
Dit boeck hoort toe Geertruydt Randwijck Clarisse tot Wamel anno 1620
In Megen is overigens ook het kloosterzegel van Wamel teruggevonden. Waarschijnlijk heeft Geertruydt zowel het zegel als het boek meegebracht naar Boxtel, waar in de 17e eeuw nog wel een clarissenklooster aanwezig was. Nadat dit klooster in 1717 was gesloten, verhuisde de gemeenschap - en dus ook het boek en het kloosterzegel - naar het nieuwe klooster in Megen.

### Archief
Het archief van het klooster was in 1578 in Tiel bij een burger achtergebleven. In 1608 werd dit archief overgebracht naar de Gedeputeerdenkamer te Nijmegen. Deze instantie was namelijk belast met het beheer van de goederen van de diverse opgeheven kloosters.
Het archief is uiteindelijk verloren gegaan.

## Vervolg
Het leegstaande klooster was eind 16e eeuw verwoest, maar delen van het gebouw bleven nog tot in de 18e eeuw overeind staan. In 1669 kreeg Johan van der Meulen de kloostergoederen in erfpacht. Via zijn dochter kwamen de goederen terecht bij het geslacht Van Delen. Zij gaven in de eerste helft van de 18e eeuw een deel in erfpacht uit aan de pastoor, die op het goed woonde en er een katholieke kerk onderhield.
In het voormalig kloosterhof is later nog de villa De Kloosterhof gebouwd. Deze villa brandde in 1918 af.
In 1970 werden bij wegwerkzaamheden resten van de fundamenten van het klooster ontdekt. Het archeologisch onderzoek was beperkt van omvang. In ieder geval werd duidelijk dat het kloostergebouw een afmeting had van ongeveer 25 bij 20 meter.